# Sober (canción de Bad Wolves)
«Sober» es una canción de la banda estadounidense de heavy metal Bad Wolves, lanzado a través de Eleven Seven el 13 de enero de 2020 como el segundo sencillo de su segundo álbum de estudio N.A.T.I.O.N. (2019). La canción encabezó la lista Billboard Mainstream Rock Songs quedando en el número 1 durante dos semanas en junio de 2020.
La canción también aparece en la banda sonora de la película Sno Babies, un largometraje programado para finales de 2020 que describe la lucha de dos niñas con la adicción a los opiáceos.

## Antecedentes
La canción fue lanzada en enero de 2020, como el segundo sencillo de su segundo álbum N.A.T.I.O.N., con un video musical que se lanzó al mismo tiempo. El video presenta al líder Tommy Vext en una reunión de recuperación de adicciones. Vext había sufrido previamente de adicción y había afectado su papel en bandas con las que actuaba en el pasado.
La canción fue la quinta canción consecutiva de la banda en encabezar la lista de rock activo, y la cuarta en encabezar la lista de Billboard Mainstream Rock Songs. La canción también hizo que la banda fuera la primera en tener dos canciones diferentes encabezando la última lista, con "Killing Me Slowly" encabezando a principios de año. Sober se mantuvo en la cima de la lista durante dos semanas.

## Composición y temas
Líricamente, la canción aborda la adicción al alcohol desde múltiples perspectivas; de quien lo padece y de las personas que se ven afectadas por él de segunda mano. Vext declaró que aspiraba a escribir sobre la adicción desde una perspectiva diferente a la que suele ser en la música moderna, afirmando:

El mensaje es muy diferente de las canciones tradicionales que parecen perpetuar siempre una mentalidad de autovictimización, que es exactamente el tipo de pensamiento equivocado que perpetúa el lado mental obsesivo del alcoholismo y la adicción. Al final, la moraleja de la historia se trata de aferrarse a no darnos por vencidos ni con nosotros mismos ni con las personas que lo intentan, que realmente están tratando de mejorar y mejorar.

Vext afirma que la canción también encaja en el mensaje más amplio de apoyo, inclusión y anti-suicidio de N.A.T.I.O.N., mientras que Loudwire interpretó que su letra trata sobre la "fragilidad de la relación".
Billboard describió el sonido de la canción como una "balada de metal", mientras que Loudwire la describió como una "pista de rock a medio tempo, lista para la radio". La pista se reproduce principalmente en una guitarra acústica y un "ritmo de aplauso", con un solo de guitarra eléctrica en el puente y un cambio tonal edificante en el coro final de la canción.

## Posicionamiento en lista
| Lista (2020)                   | Posiciones |
| ------------------------------ | ---------- |
| US Mainstream Rock (Billboard) | 1          |

### Sucesión en listas
| Anterior: «Unforgettable» de Godsmack | Billboard Mainstream Rock Songs — Sencillo Nro 1 20 de junio de 2020 — 4 de julio de 2020 | Siguiente: «A Little Bit Off» de Five Finger Death Punch |

## Personal
- Tommy Vext - voz principal
- Doc Coyle - guitarra principal, coros
- Chris Cain - guitarra rítmica
- Kyle Konkiel - bajo, coros
- John Boecklin - batería